# 斯皮羅吉拉湖
斯皮羅吉拉湖（英語：Spirogyra Lake），是南極洲的湖泊，位於南奧克尼群島的西格尼島西部，處於圖拉角東南面0.5公里，在1981年由英國南極名稱諮詢委員命名，現時由南極條約體系管理。